# Zoologic
Zoologic（ズーロジック）は、日本の動物系の専門家が集まったクリエイティブ集団である。

## 活動概要
野生動物の研究者、動物園、水族館の飼育関係の経験とネットワークを持ち、テレビ番組の企画・監修・リサーチ情報の提供や動物の実験など動物コンテンツを提供している。

## メンバー
- 下戸猩々（げこしょうじょう）は、日本初で唯一の“動物コンシェルジュ。サイエンスライター、動物コラム（スターツ出版アエルデなど）や動物番組専門の放送作家（下記一覧参照）。動物園出身。
- 新宅広二（しんたくこうじ）は、狩猟免許を持つハンター。芸人THE GEESE尾関とはハンター仲間。[2]
- ナマ先生（なませんせい）は、さまぁ〜ずの人気動物番組の『地上最大のTV動物園』（フジテレビ系列）にレギュラー出演している。
- 紫やよい（むらさきやよい）は、動物調教師で投稿番組などの動物映像を開発している。

### 監修・企画・リサーチ番組（部分監修含む）
- 日本テレビ系列（AX）『ザ!鉄腕!DASH!!』
- 日本テレビ系列（AX）『天才!志村どうぶつ園』
- 日本テレビ系列（AX）『世界の果てまでイッテQ!』
- 日本テレビ系列（AX）『不可思議探偵団』
- フジテレビ系列（CX）『地上最大のTV動物園』
- フジテレビ系列（CX）『史上最叫の動物シアター』
- フジテレビ系列（CX）『奇跡体験!アンビリバボー』
- フジテレビ系列（CX）『ヘンな生き物100連発!』
- テレビ東京系列（TX）『世界なんでも図鑑』

### ライブ出演
- 『ザ・ギース尾関のいろいろ教えてもらえませんか2』 @新宿ネイキッドロフト[2]
- 『アンタッチャブル柴田withナマ先生のやかましトークショー』@東京コミュニケーションアート専門学校学園祭[3]